# スタディオン・ヴァルテクス
スタディオン・ヴァルテクス（Stadion Varteks）は、クロアチア・ヴァラジュディンにあるサッカー専用スタジアム。NKヴァラジュディンがホームスタジアムとして使用しており、スタディオン・アンジェルコ・ヘリャヴェツ（Stadion Anđelko Herjavec）とも呼ばれる。

## 概要
3つのスタンドで唯一となる屋根付きのメインスタンドと「Varaždin」のアルファベットが描かれたバックスタンド、メインスタンドから見て右手にある南側の小さなスタンドからなり、メイスタンド裏の道路を渡って向かい側には小さなチャペルがある。スタジアム周囲は2面のサッカーコートに加えてテニス場や屋外プールなどが点在するスポーツ・コンプレックスとなっている。
2017年にはUEFA U-17欧州選手権2017の会場にもなり、U-17スペイン代表対U-17イングランド代表の決勝戦もこのスタジアムで開催された。また、クロアチア代表がホームスタジアムとして使用することもある。

## ギャラリー

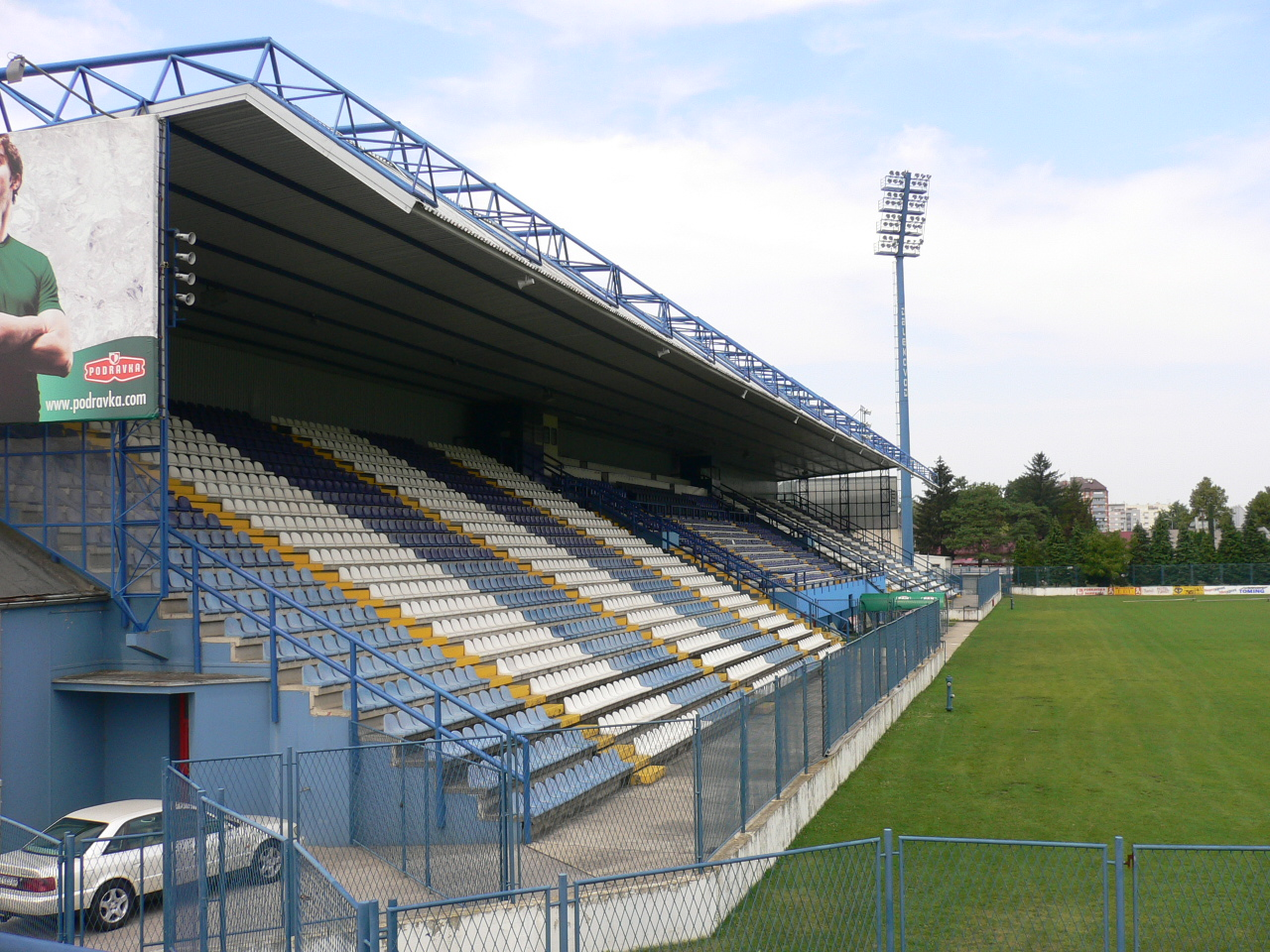
メインスタンド
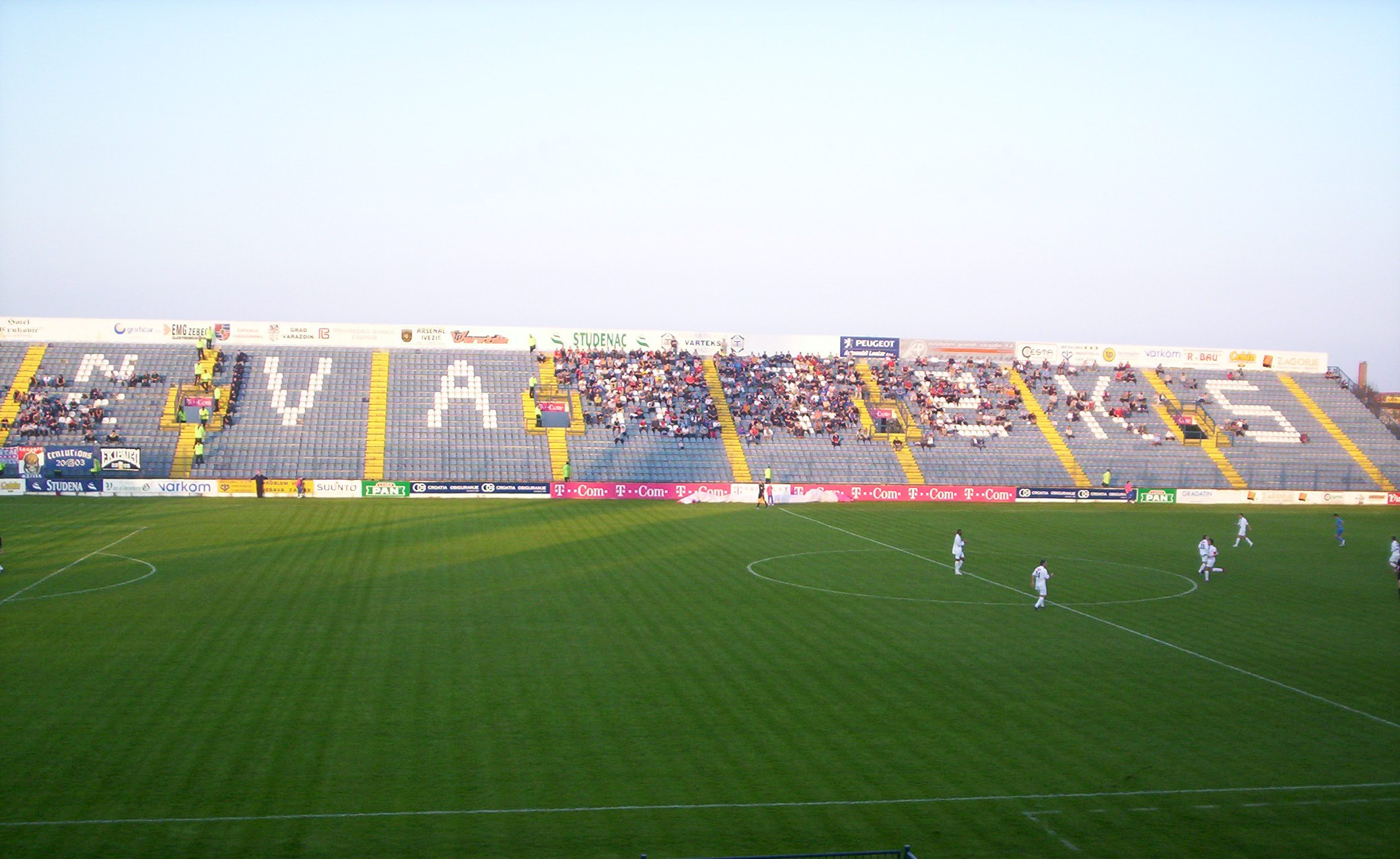
バックスタンド
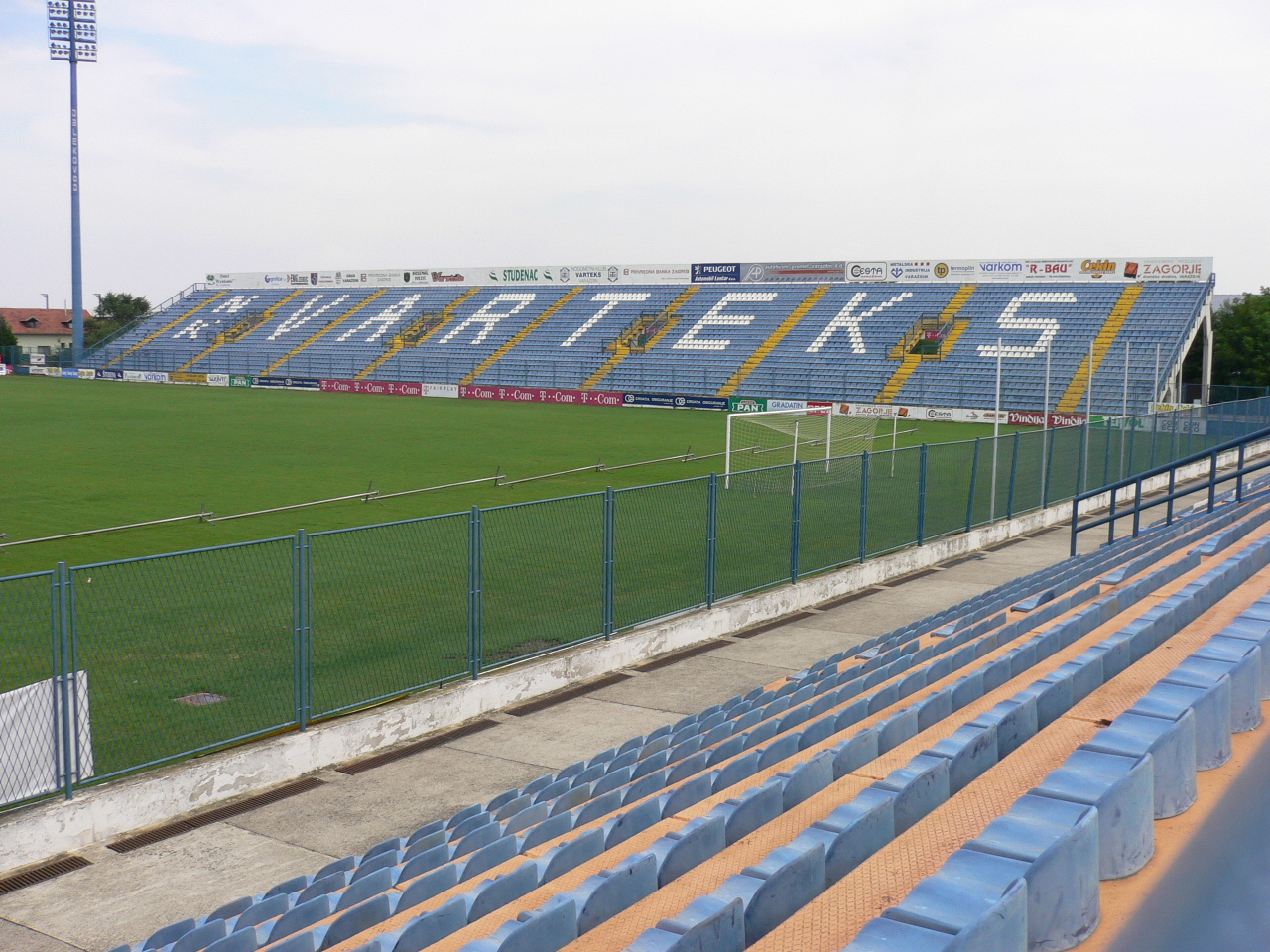
南スタンド
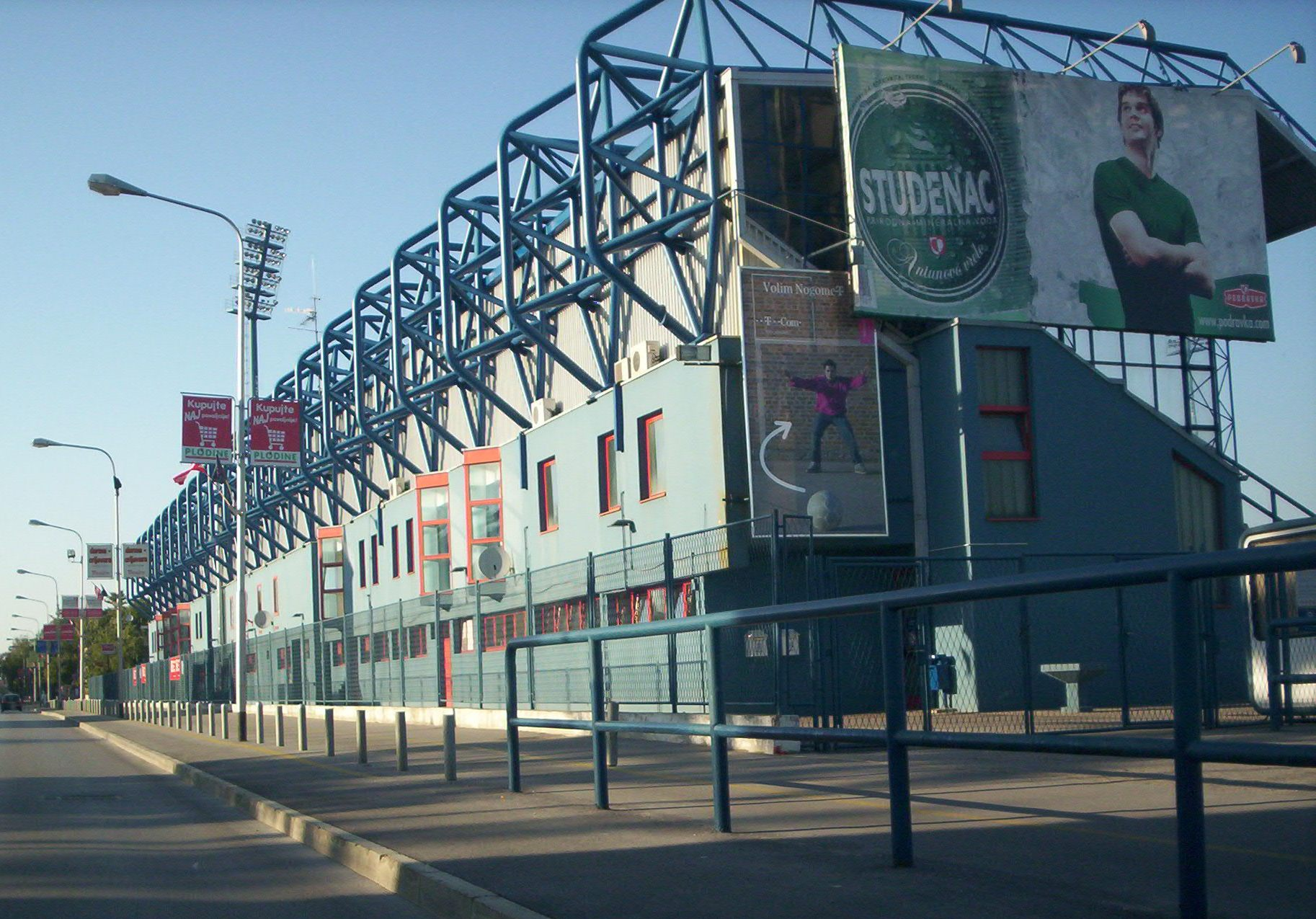
メインスタンド外観